# アレックス・コリャード
アレックス・コリャード・グティエレス（Álex Collado Gutiérrez, 1999年4月22日 - ）は、スペイン・カタルーニャ州サバデイ出身のサッカー選手。カタール・スターズリーグ・アル・シャマールSC所属。ポジションはMF。

## クラブ経歴
2006年にRCDエスパニョールのカンテラに入団し、3年間過ごした後、2009年にFCバルセロナの育成組織 ラ・マシア に入所。
2017-18シーズンにBチームに昇格しチームのキャプテンと背番号「10」を背負ってチームを牽引。2018年3月17日のロルカFC戦でプロデビュー。
2018-19シーズンはセグンダ・ディビシオンBで34試合5得点を記録。同シーズン中にトップチームに昇格。2019年5月4日のセルタ・デ・ビーゴ戦で初のメンバー入り。先発出場していたウスマン・デンベレが、試合開始早々に負傷した関係で、前半7分で交代出場でバルサデビューを果たした。
2021年1月10日、セグンダBのCFバダロナ戦ではコーナーキックから直接ゴールを決めた。
2021-22シーズン夏、出場時間を増やすため本人もバルセロナ側も期限付き移籍できるクラブを探していたが、ベルギーのクラブ・ブルージュやイングランドのシェフィールド・ユナイテッドへの移籍が立て続けに白紙となり、レンタル予定だったことでバルセロナのトップチームにもリザーブチームにも選手登録されていなかったためシーズン前半は試合に出場することはできなかった。
12月9日、2022年1月からシーズン終了までグラナダCFにレンタルされることが発表された。
2022年8月15日、2023年6月30日までエルチェCFにレンタルされることが発表された。
2023年7月27日、バルセロナとの契約は2024年6月末まで残っていたものの、双方合意の上で契約を解除し、フリートランスファーの6年契約でレアル・ベティスに加入した。7月31日、サウジ・プロフェッショナルリーグのアル・アフドゥードゥに1年間レンタルされることが発表された。

## 代表経歴
2017年のU-19のスペイン代表に招集されている。